# Gnamptogenys aterrima
Gnamptogenys aterrima är en myrart som först beskrevs av Mann 1921.  Gnamptogenys aterrima ingår i släktet Gnamptogenys och familjen myror. Inga underarter finns listade i Catalogue of Life.